# Wibatech Merx w sezonie 2020
Wibatech Merx w sezonie 2020 – podsumowanie występów zawodowej grupy kolarskiej Wibatech Merx w sezonie 2020.
W sezonie 2020 grupa Wibatech Merx, podobnie jak w ośmiu poprzednich sezonach funkcjonowania na poziomie zawodowym, rywalizowała w dywizji UCI Continental Teams, będąc jednym z czterech polskich zespołów na tym szczeblu. Dyrektorem sportowym grupy był Wiesław Ciasnocha, sprawujący tę funkcję kilkukrotnie wcześniej (w tym w poprzednim sezonie i działający w zespole od początku jego funkcjonowania na szczeblu zawodowym.
Przed sezonem ogłoszono, iż z Wibatechem Merx połączyła się grupa Team Hurom, jednak formalnie jako kontynuator zespołu Team Hurom traktowane przez Międzynarodową Unię Kolarską jest Mazowsze Serce Polski.

## Transfery
W porównaniu z poprzednim sezonem Wibatech Merx w sezonie 2020 zmienił zdecydowaną większość składu. Do drużyny przyszło ośmiu nowych kolarzy, spośród których tylko dwóch w sezonie 2019 występowało na szczeblu zawodowym (bracia Budzińscy – Marcin i Tomasz jeździli w Hurom BDC Development). Z drużyny odeszło formalnie siedmiu kolarzy: po dwóch do grupy Mazowsze Serce Polski (Marek Rutkiewicz i Michał Podlaski) oraz Voster ATS Team (Paweł Cieślik i Wojciech Sykała), a pozostałych trzech w sezonie 2020 nie występowało na szczeblu zawodowym. Ponadto w składzie Wibatechu na sezon 2020 znalazł się formalnie Grzegorz Stępniak, jednak w praktyce zakończył on karierę jeszcze w grudniu 2019 i w sezonie 2020 nie występował już w żadnych zawodach.
| Przybyli              | Przybyli                         | Odeszli           | Odeszli                    |
| Kolarz                | Poprzednia grupa zawodowa (2019) | Kolarz            | Nowa grupa zawodowa (2020) |
| --------------------- | -------------------------------- | ----------------- | -------------------------- |
| Bartosz Rudyk         | brak                             | Marek Rutkiewicz  | Mazowsze Serce Polski      |
| Damian Sławek         | brak                             | Paweł Cieślik     | Voster ATS Team            |
| Karol Kuklewicz       | brak                             | Michał Podlaski   | Mazowsze Serce Polski      |
| Marcin Budziński      | Hurom BDC Development            | Bartosz Warchoł   | brak                       |
| Wojciech Pszczolarski | brak                             | Wojciech Sykała   | Voster ATS Team            |
| Paweł Szóstka         | brak                             | Piotr Konwa       | brak                       |
| Jakub Sitarz          | brak                             | Kacper Kistowski  | brak                       |
| Tomasz Budziński      | Hurom BDC Development            | Grzegorz Stępniak | brak                       |

## Skład
| Skład drużyny 2020                       | Skład drużyny 2020   | Skład drużyny 2020 | Skład drużyny 2020                  |
| Imię i nazwisko                          | Data urodzenia       | Państwo            | Poprzednia grupa                    |
| ---------------------------------------- | -------------------- | ------------------ | ----------------------------------- |
| Marceli Bogusławski                      | 7 września 1997      | Polska             | Volkswagen MTB Team (2017)          |
| Anatolij Budiak                          | 29 września 1995     | Ukraina            | Lviv Cycling Team (2018)            |
| Marcin Budziński                         | 24 kwietnia 1998     | Polska             | Hurom BDC Development (2019)        |
| Tomasz Budziński                         | 24 kwietnia 1998     | Polska             | Hurom BDC Development (2019)        |
| Karol Kuklewicz                          | 16 października 1997 | Polska             | TC Chrobry Scott Głogów (2019)      |
| Maciej Paterski                          | 12 września 1986     | Polska             | CCC Sprandi Polkowice (2017)        |
| Wojciech Pszczolarski (31 maj–31 gru)    | 26 kwietnia 1991     | Polska             | Pardus-Tufo Prostejov (2019)        |
| Bartosz Rudyk                            | 18 września 1998     | Polska             | ALKS Stal Grudziądz (2019)          |
| Jakub Sitarz                             | 7 lipca 1998         | Polska             | LUKS Trójka Piaseczno (2017)        |
| Grzegorz Stępniak                        | 24 marca 1989        | Polska             | CCC Sprandi Polkowice (2016)        |
| Paweł Szóstka                            | 9 lipca 1998         | Polska             | Kuota-Construcciones Paulino (2019) |
| Damian Sławek                            | 31 maja 1997         | Polska             | GKS Cartusia Bike Atelier (2019)    |
|                                          |                      |                    |                                     |
| Źródła: ProCyclingStats Cycling Archives |                      |                    |                                     |

## Zwycięstwa
Wibatech Merx w sezonie 2020 odniósł tylko jedno zwycięstwo w wyścigach z cyklu UCI Europe Tour – Marceli Bogusławski triumfował w prologu Tour Bitwa Warszawska 1920. Ponadto Anatolij Budiak triumfował w dwóch wyścigach UCI Europe Tour rozgrywanych w Turcji – w obu startował jako członek reprezentacji Ukrainy, a nie zawodnik Wibatechu, jednak zdobyte przez niego punkty w rankingu UCI zostały przypisane Wibatechowi. Zawodnicy grupy wygrali również trzy większe krajowe wyścigi jednodniowe, które w sezonie 2020 rozgrywano poza kalendarzem UCI. 
| Zwycięstwa | Zwycięstwa                            | Zwycięstwa | Zwycięstwa | Zwycięstwa          | Zwycięstwa |
| Data       | Wyścig                                | Państwo    | Kategoria  | Zwycięzca           |            |
| ---------- | ------------------------------------- | ---------- | ---------- | ------------------- | ---------- |
| 8 sie      | Memoriał Henryka Łasaka               | Polska     | NE         | Marcin Budziński    |            |
| 9 sie      | Memoriał Grundmanna i Wizowskiego     | Polska     | NE         | Bartosz Rudyk       |            |
| 12 sie     | Tour Bitwa Warszawska 1920, 1. etap   | Polska     | 2.2        | Marceli Bogusławski |            |
| 3 wrz      | Grand Prix Develi                     | Turcja     | 1.2        | Anatolij Budiak     |            |
| 6 wrz      | Grand Prix World's Best High Altitude | Turcja     | 1.2        | Anatolij Budiak     |            |
| 20 wrz     | Memoriał Stanisława Szozdy            | Polska     | NE         | Bartosz Rudyk       |            |

## Ranking UCI
Drużyna zakończyła sezon 2020 na 55. pozycji w rankingu klubowym UCI, będąc najniżej sklasyfikowaną spośród polskich grup. W rankingu UCI Europe Tour Wibatech Merx zajął z kolei 31. lokatę.
Indywidualnie najlepszym zawodnikiem grupy Wibatech Merx w sezonie 2020 był Anatolij Budiak, który w rankingu UCI zajął 195. miejsce z dorobkiem 196 punktów.
| Ranking UCI | Ranking UCI         | Ranking UCI | Ranking UCI |
| Kolarz      | Kolarz              | Państwo     | Punkty      |
| ----------- | ------------------- | ----------- | ----------- |
| 195.        | Anatolij Budiak     | Ukraina     | 196 pkt     |
| 261.        | Maciej Paterski     | Polska      | 147 pkt     |
| 1423.       | Bartosz Rudyk       | Polska      | 10 pkt      |
| 1513.       | Marceli Bogusławski | Polska      | 8 pkt       |
| 1649.       | Paweł Szóstka       | Polska      | 5 pkt       |
| 2000.       | Marcin Budziński    | Polska      | 3 pkt       |